# Rue des Filatiers
La rue des Filatiers (en occitan : carrièra dels Filatièrs) est une voie de Toulouse, chef-lieu de la région Occitanie, dans le Midi de la France. Relativement rectiligne et orientée nord-sud, elle correspond à l'ancien cardo maximus de la cité romaine. Elle est, au Moyen Âge, une partie de la Grand-rue, axe structurant de la ville médiévale : les artisans du textile (filatiers, boutonniers, chaussetiers, couturiers, gantiers, perruquiers ou encore brodeurs) y sont nombreux. À partir du XVIe siècle, les orfèvres y deviennent aussi plus nombreux. Rendue piétonne en 1975, bordée de nombreux magasins, elle reste une des principales artères commerçantes de la ville et un de ses lieux les plus animés.

## Situation et accès

### Description
La rue des Filatiers est une voie publique. Elle se trouve au cœur du quartier des Carmes, dans le secteur 1 - Centre. Rectiligne, orientée nord-sud et longue de 225 mètres, sa largeur est très variable, entre 4 mètres, largeur qu'elle avait à la fin du Moyen Âge, 6 mètres, après les travaux d'alignement des façades au XVIIIe siècle, et 10 mètres, après les travaux d'élargissement au XIXe siècle.
La rue des Filatiers naît de la place des Carmes, à l'angle de la rue des Polinaires. Elle reçoit sur son côté droit la rue Maletache et à gauche la rue Joutx-Aigues, puis donne naissance à la rue des Quatre-Billards. Elle débouche sur la place de la Trinité qu'elle délimite sur son côté ouest, tout en recevant la rue du Coq-d'Inde. Elle se termine à l'angle nord de la place, en donnant naissance à la rue des Changes et en recevant la rue des Marchands. Elle est prolongée au nord par la rue des Changes et par la rue Saint-Rome, qui aboutit à la place du Capitole.
La chaussée compte une voie de circulation automobile à sens unique, de la rue des Marchands à la place des Carmes. La rue des Filatiers appartient à une zone piétonne, où la circulation automobile est réservée aux riverains et la vitesse limitée à 6 km/h.

### Voies rencontrées
La rue des Filatiers rencontre les voies suivantes, dans l'ordre des numéros croissants (« g » indique que la rue se situe à gauche, « d » à droite) :
1. Place des Carmes (d)
2. Rue des Polinaires (g)
3. Rue Maletache (d)
4. Rue Joutx-Aigues (g)
5. Rue des Quatre-Billards (g)
6. Rue du Coq-d'Inde (g)
7. Place de la Trinité (d)
8. Rue des Marchands (g)

### Transports
La rue des Filatiers n'est pas directement desservie par les transports en commun Tisséo. Elle se trouve cependant à proximité immédiate, au nord, de la place Étienne-Esquirol, où se trouve la station de métro du même nom, sur la ligne , et où marquent l'arrêt la ligne de bus 44. Au sud, elle débouche sur la place des Carmes, où se trouve la station du même nom, sur la ligne , et où se trouvent les arrêts de la navette Ville.
Les stations de vélos en libre-service VélôToulouse les plus proches sont les stations no 10 (15 place Étienne-Esquirol), no 46 (1 place des Carmes) et no 288 (28 rue des Marchands).

## Odonymie

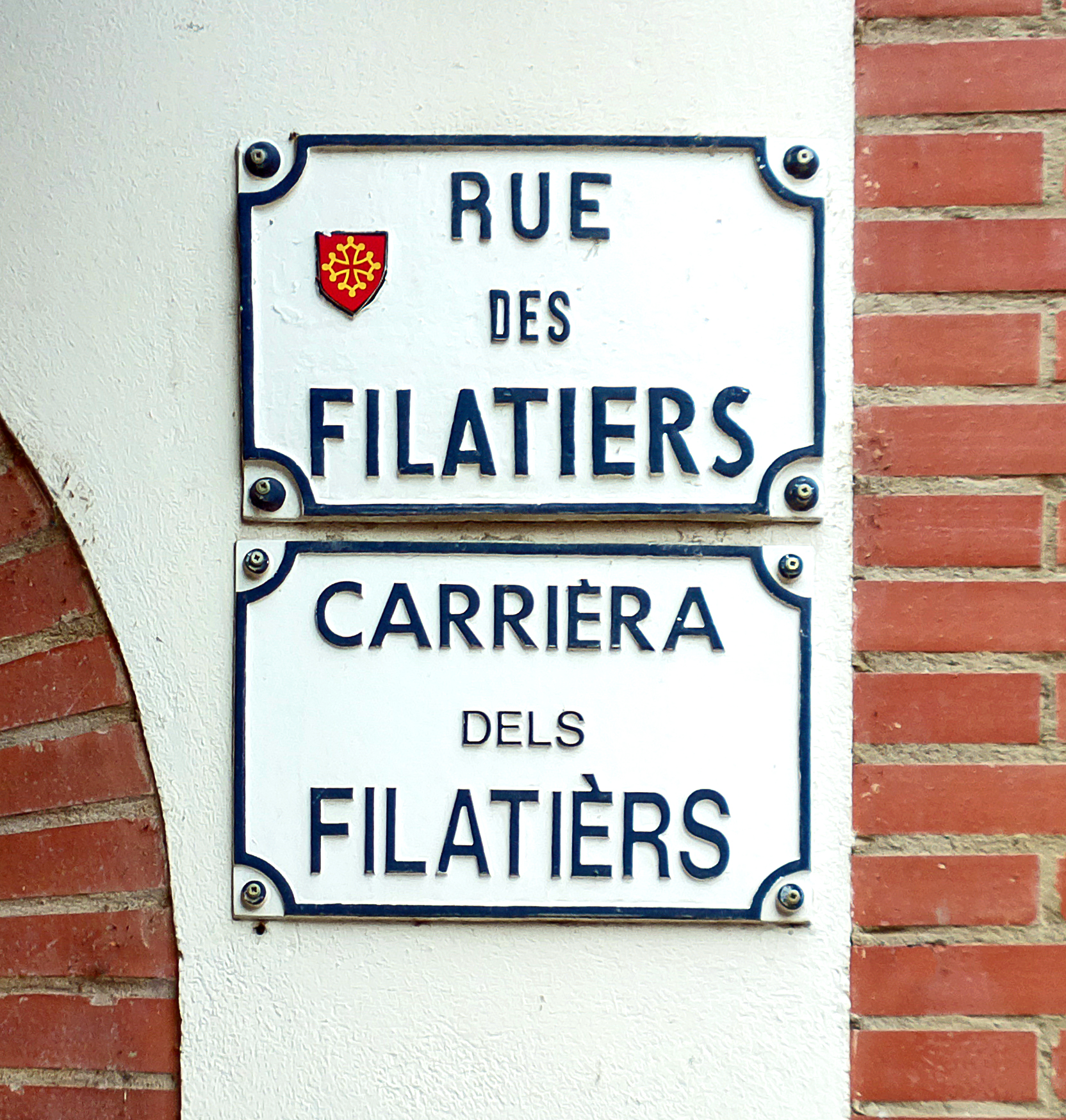
Plaques de rue en français et en occitan.

La rue des Filatiers tire son nom des nombreux tisserands et fileurs de lin (filatièrs en occitan) qui étaient établis dans cette rue au Moyen Âge.
La partie de la rue entre la place des Carmes et la rue Joutx-Aigues était appelée, aux XIIIe et XIVe siècles, rue de Pélardit-de-Jouglars, puis, aux XVe et XVIe siècles, simplement rue Pélardit et, aux XVIIe et XVIIIe siècles, par déformation, rue Pech-Lardit. Ce nom de Pélardit est d'origine obscure : il vient peut-être d'un habitant du quartier. La partie de la rue entre la rue Joutx-Aigues et la place de la Trinité a quant à elle toujours porté le nom de rue des Filatiers.
En 1794, pendant la Révolution française, la rue Pech-Lardit et la rue des Filatiers sont renommées, comme toutes les rues entre la place du Salin et la place du Capitole, rue de la Liberté. Elles prennent finalement le nom, en 1796, de rue des Orfèvres, en référence aux nombreux orfèvres qui ont peu à peu remplacé les fileurs, particulièrement dans la partie sud de la rue. Finalement, elle reprend en 1806 son nom de rue des Filatiers.

## Histoire

### Antiquité
La rue des Filatiers correspond au cardo maximus de la ville romaine de Tolosa, et donc à l'axe principal nord-sud qui traversait la ville.

### Moyen Âge
Au Moyen Âge, la rue des Filatiers appartient, à l'ouest, au capitoulat de la Dalbade et, à l'est, au capitoulat de Saint-Barthélémy. Elle est une des parties de la Grand-rue de Toulouse, qui relie la porte principale de la ville, la porte Narbonnaise, et la place du Salin au cœur de l'ancienne ville romaine, l'actuelle place Esquirol, et au-delà au bourg qui se constitue après l'ancienne Porterie, sur l'actuelle place du Capitole, autour de la abbaye Saint-Sernin. C'est alors une des principales artères commerçantes, bordée de boutiques, dans laquelle vivent de nombreux artisans, en particulier les filatiers, c'est-à-dire les fileurs de lin. On trouve d'autres artisans de l'industrie textile, tels que des boutonniers (fabricants de boutons), des chaussetiers (fabricants de bas et de chausses), des couturiers, des gantiers (fabricants de gants), des perruquiers (fabricants de perruques) ou encore des brodeurs (artisan qui fait de la broderie). La population de la rue est d'ailleurs assez homogène, et rares sont les capitouls et les parlementaires qui y résident : ceux-ci, quand ils y possèdent des maisons, les louent le plus souvent ou ne font qu'y tenir boutique, comme le marchand Géraud Comère, propriétaire dans la rue des Changes (emplacement de l'actuel no 27), qui y a une boutique (actuel no 35).

### Période moderne
La rue des Filatiers est régulièrement touchée par les incendies, en particulier le Grand incendie du 7 mai 1463, parti d'une boulangerie dans une rue voisine, la rue Maletache, particulièrement destructeur. Ainsi, en 1478, seules quelques maisons sont reconstruites seulement. En 1539, un nouvel incendie touche plusieurs maisons, sans avoir la même ampleur. Pourtant, malgré les risques destructions et les interdictions des capitouls, on continue à construire en corondage, au XVIe siècle (actuels no 7 et 9 ; no 8, 30 à 34, 38 et 54) et au XVIIe siècle (actuels no 21 à 31 ; no 10 à 16, 40 et 44 à 50).
Au cours du XVIe siècle, le nombre d'orfèvres se fait plus important, en particulier dans le haut de la rue, du côté couvent des Carmes, où se trouve la chapelle de leur corporation. Au milieu du siècle, l'un des personnages les plus renommés est le protestant Élie Géraud, orfèvre et graveur de la Monnaie, qui se fait construire une belle maison en corondage de style Renaissance en 1577 (actuel no 9),. 
En 1730, le marchand lingier (fabricant de tissu pour les vêtements) Jean Calas s'installe dans une maison de la rue (actuel no 50), qu'il loue au négociant et ancien capitoul Pierre Rambaud. C'est dans l'arrière-boutique qui donne sur la cour derrière le corridor que, dans la nuit du 13 au 14 octobre 1761, est trouvé le cadavre pendu de son fils aîné, Marc-Antoine. Jean Calas, jugé pour le meurtre de son fils, est condamné et exécuté le 10 mars 1762,.

### Époque contemporaine
Au cours du XIXe siècle, la municipalité se préoccupe d'améliorer l'hygiène et la circulation dans les rues de la ville. Un plan d'alignement des façades est dessiné et des travaux d'élargissement de la rue sont entrepris. Il s'agit en particulier d'aligner les façades et d'agrandir le gabarit de la rue, alors que les projets de grandes percées haussmanniennes n'ont pas encore vu le jour. Ces travaux amènent la destruction de plusieurs façades, sur les côtés ouest et est de la rue, mais ils sont inachevés, ce qui donne l'allure actuelle avec de nombreux décrochements entre les façades du XIXe siècle et les autres.
Dans la première moitié du XXe siècle, la rue des Filatiers conserve une activité industrielle, principalement liée à la confection de vêtements, telle que la filature Dallas et le magasin de matériel de confection Rey. Les commerces de la confection et du vêtement y sont également nombreux : la bonneterie Chez Hélène (actuel no 10), la chemiserie Aux Travailleurs (actuel no 23), les corsets Andrée (actuel no 36), les fourrures À la Panthère (actuel no 41), la lingerie Filatex (actuel no 36), les tailleurs Les Artisans du Nord (actuel no 34), À la Tentation (actuel no 38) et l'Étoile du Nord (actuel no 7), la maroquinerie À la fabrique parisienne (actuel no 34), ou encore la blanchisserie Laveclair (actuel no 17).
En 1975, la rue profite de travaux de réaménagement du centre historique et elle est rendue semi-piétonne, malgré l'opposition d'une association de commerçants, la Commission inter-quartier d'action économique et culturelle. Le pavage de la rue est cependant enlevé dans les années 1980 et il faut attendre la fin des années 1990 pour que la rue soit de nouveau pavée. Dans les années 2000, le visage de la rue change : plusieurs épiceries fines se créent, tandis que la rue devient complètement piétonne.

## Patrimoine et lieux d'intérêt
- no  1 : maison du capitoul Arnaud de la Vigne. 

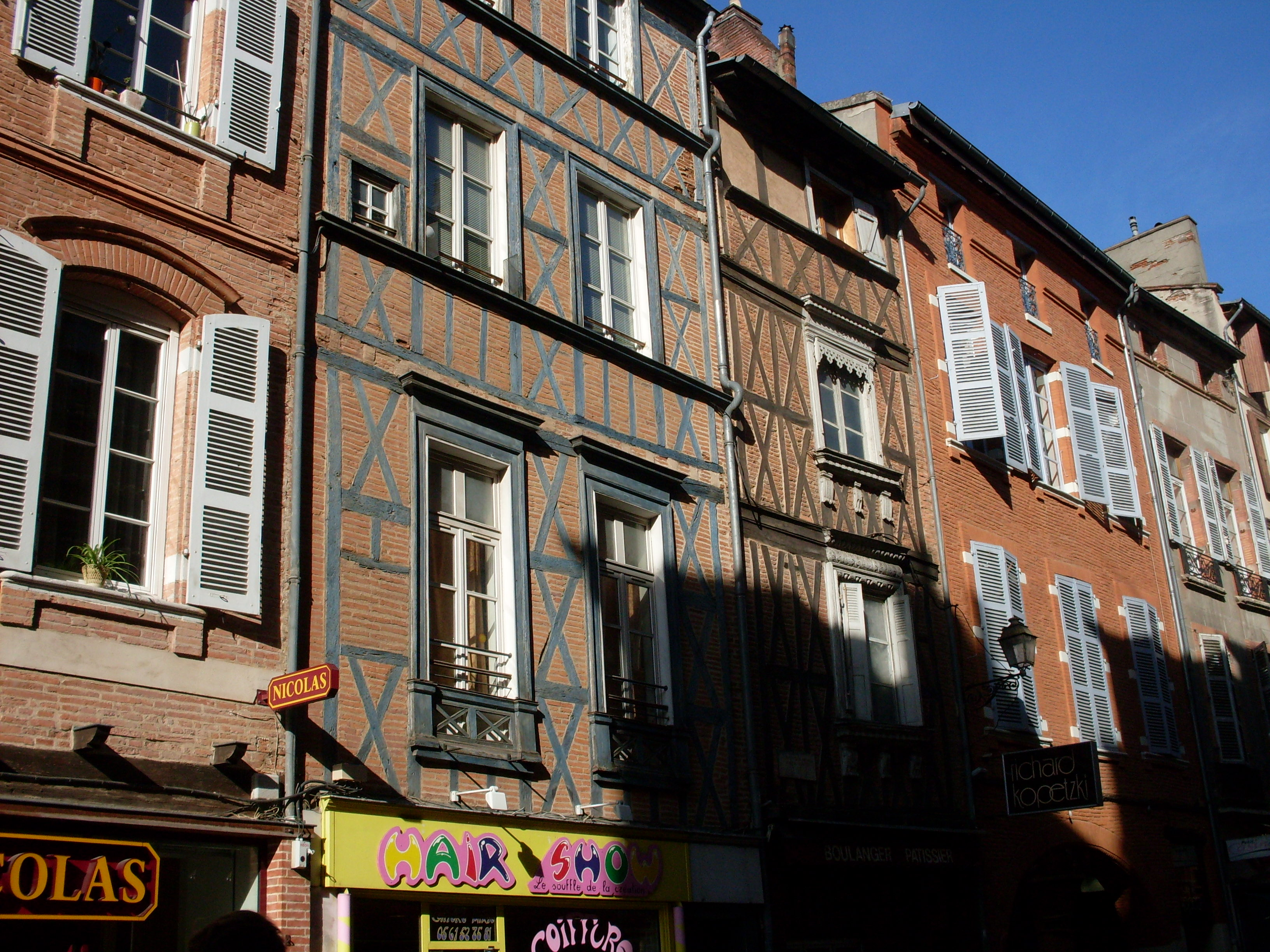
no 7 et 9 : façades de maisons en corondage.

Un vaste immeuble est construit en 1571, à l'angle de la rue des Polinaires, pour le marchand Arnaud de la Vigne, capitoul en 1581-1582[6]. Il s'organise en plusieurs corps de bâtiment répartis autour de deux cours. La façade sur la rue des Filatiers a cependant été remaniée au XVIIIe siècle dans le goût classique. Elle n'est large que de deux travées et s'élève sur trois étages décroissants, séparés par des cordons de brique. Aux étages, les fenêtres sont couronnées par une corniche. Celles du 1er étage possèdent en outre des garde-corps en fer forgé avec des motifs de fleurons et de perles[22].

- no  7 : immeuble. 
L'immeuble est construit en corondage, probablement au XVIe siècle. Le pan de bois est à grille et à décharge, hourdé de brique. Il s'élève sur trois étages décroissants et séparés par des cordons de bois qui courent au niveau des appuis des fenêtres. Celles du 1er étage ont un chambranle mouluré, un garde-corps et une corniche en bois[23].

- no  9 : maison de l'orfèvre Élie Géraud. 
En 1576, le maître orfèvre Élie Géraud achète un immeuble à Michel Féré, receveur de Rivière-Verdun. Il le fait probablement réaménager, entièrement ou partiellement, en 1577. L'immeuble, pour être en corondage, n'en cherche pas moins à imiter les façades des hôtels particuliers de la Renaissance toulousaine, avec les encadrements des fenêtres au décor à « l'antique ». 
La façade est construite en pan de bois à croix de saint André, hourdé de brique. Elle n'est large que d'une seule travée, mais s'élève sur cinq niveaux (cave, rez-de-chaussée, deux étages et un niveau de comble). Le rez-de-chaussée est occupé par la boutique. Aux étages, les fenêtres possèdent un décor très abondant et leur encadrement est sculpté d'œillets, de palmettes, d'oves et de denticules. Au 1er étage, les consoles sont ornées d'un cœur encadré d'une couronne de feuillage et la console centrale porte le monogramme IHS. Au 2e étage, la fenêtre est décorée par des pilastres cannelés surmontés de chapiteaux doriques et par un entablement orné de palmes, où sont gravées les initiales EG[24].

- no  18 : immeuble. 
L'immeuble s'élève à l'angle de la rue Maletache. Il est probablement construit au XVIIIe siècle, mais la façade sur la rue des Filatiers est largement remaniée dans la première moitié du XIXe siècle, dans le style néo-classique. Aux étages, les fenêtres ont des chambranles moulurées et des pierres de gond. Celles des deux premiers étages sont couronnées d'une corniche, mais seules celles du premier ont des garde-corps en fer forgé[25].

- no  31 : immeuble. 
L'immeuble, en corondage, est construit au XVIIe siècle. Aux étages, le pan de bois est à grille, hourdé de brique. Aux deux premiers étages, les fenêtres ont des chambranles moulurés en bois, soutenus par de petites consoles et surmontés d'un fronton à volutes. Le dernier étage de comble est séparé par un cordon de bois qui passe au niveau de l'appui des fenêtres[26].

- no  50 : maison Calas.  Inscrit MH (1980)[27]. 

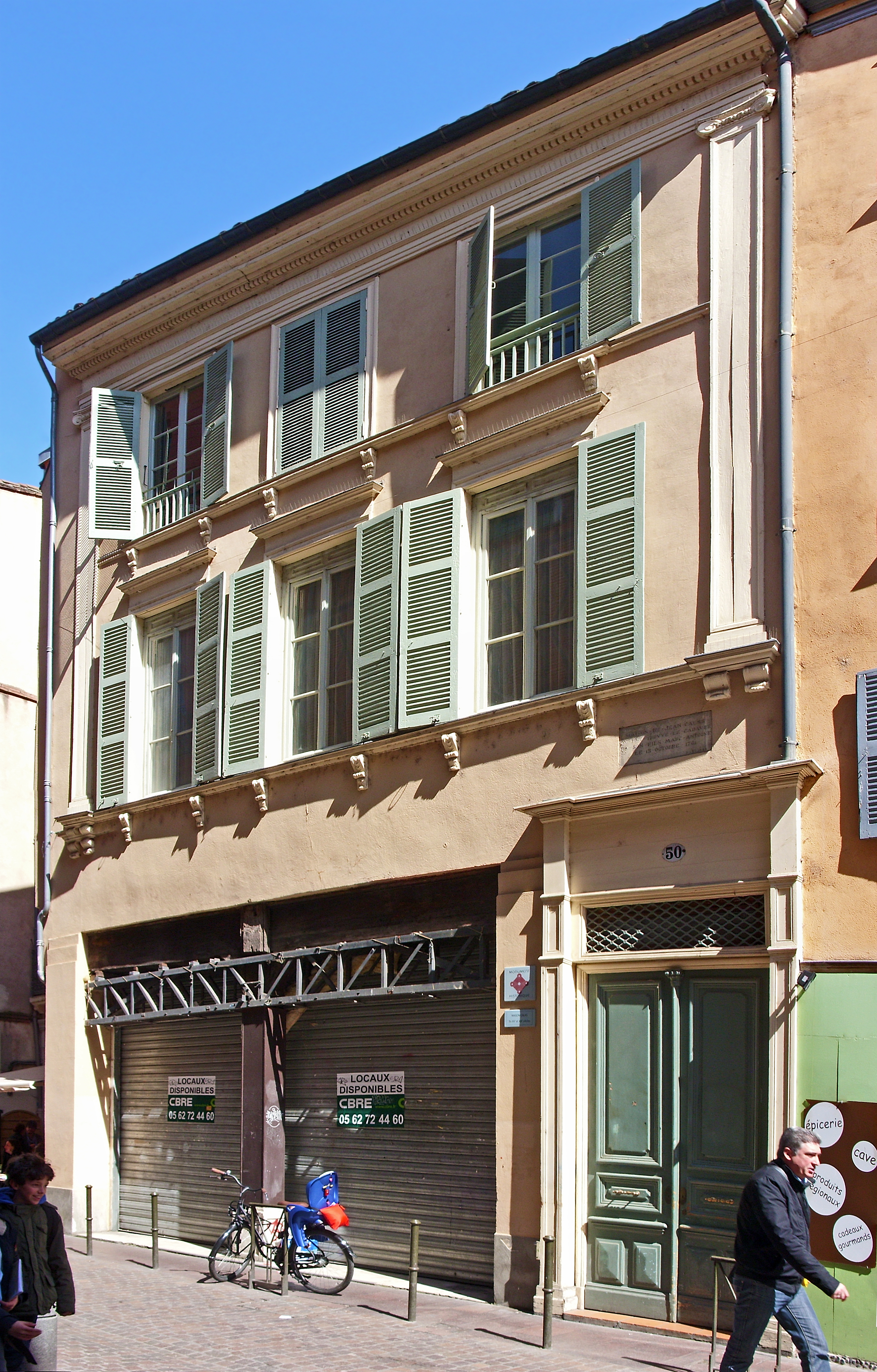
no 50 : façade de la maison Calas.

C'est dans cette maison que vit la famille Calas lorsque, le soir du 13 octobre 1761, Marc-Antoine, le fils du protestant Jean Calas, est retrouvé mort dans l'arrière-boutique. Le bâtiment, en corondage, est construit à la fin du XVe siècle ou au début du siècle suivant, comme en témoigne la porte d'entrée, déplacée dans un corps de bâtiment sur cour, qui présente un linteau de style gothique, sculpté en forme d'accolade. La façade sur la rue a reçu un décor néo-classique en bois au XIXe siècle. Le pan de bois est à croix de Saint-André hourdé de brique, mais il est masqué par l'enduit. Le rez-de-chaussée se compose d'une grande ouverture de boutique et d'une porte latérale. Aux étages, la façade est encadrée de pilastres colossaux à chapiteaux ioniques, qui soutiennent une corniche à denticules. Les fenêtres ont un appui en bois, soutenu par de petites consoles, et celles du 1er étage sont surmontées d'une corniche. La fenêtre centrale du 1er étage n'a été percée qu'au XIXe siècle, tandis qu'un simple encadrement de fenêtre a été placé au 2e étage, dans un souci de symétrie[28].

- no  57 : maison Lamothe.  Inscrit MH (1946, façade sur la place)[29]. 
L'immeuble est construit en 1824 pour le sieur Lamothe, au moment où on dégage la place de la Trinité. Il serait dû à l'architecte Urbain Vitry et il est représentatif de l'architecture néo-classique toulousaine de la première moitié du XIXe siècle. Les éléments de décor en terre cuite viennent de la manufacture Fouque et Arnoux, tandis que les statues sont l'œuvre du sculpteur Louis-Alexandre Romagnesi. 
L'immeuble présente une façade monumentale, qui s'élève sur trois étages et un comble à surcroît. Au rez-de-chaussée, la porte est encadrée par deux grandes arcades de boutiques en plein cintre qui englobent l'entresol, traité en bossage. Les ouvertures ont des garde-corps en fonte à simples croix de Saint-André. Le 1er étage est ouvert par trois serliennes, à pilastres et colonnes à chapiteaux doriques. Elles sont séparées par des pilastres à chapiteaux ioniques, qui supportent un entablement orné d'une frise de rinceaux en terre cuite. Le balcon continu a un garde-corps en fonte, à croix de Saint-André avec des motifs de palmes et de têtes de Mercure, surmontés d'une grecque. Au 2e étage, les fenêtres sont surmontées d'une frise ornée de palmettes, d'une corniche moulurée et d'un amortissement composé de volutes à fleurons et d'une tête de lion. Elles sont séparées par deux niches qui abritent deux statues, allégories du commerce : Mercure casqué tenant une ancre et Cérès tenant une corne d'abondance. Au 3e étage, les fenêtres carrées ont de petits garde-corps en fonte. Elles sont séparées par deux niches rondes ornées de deux bustes : un faune et une femme couronnée. La façade est surmontée par un attique et un portique à colonnes doriques[30].

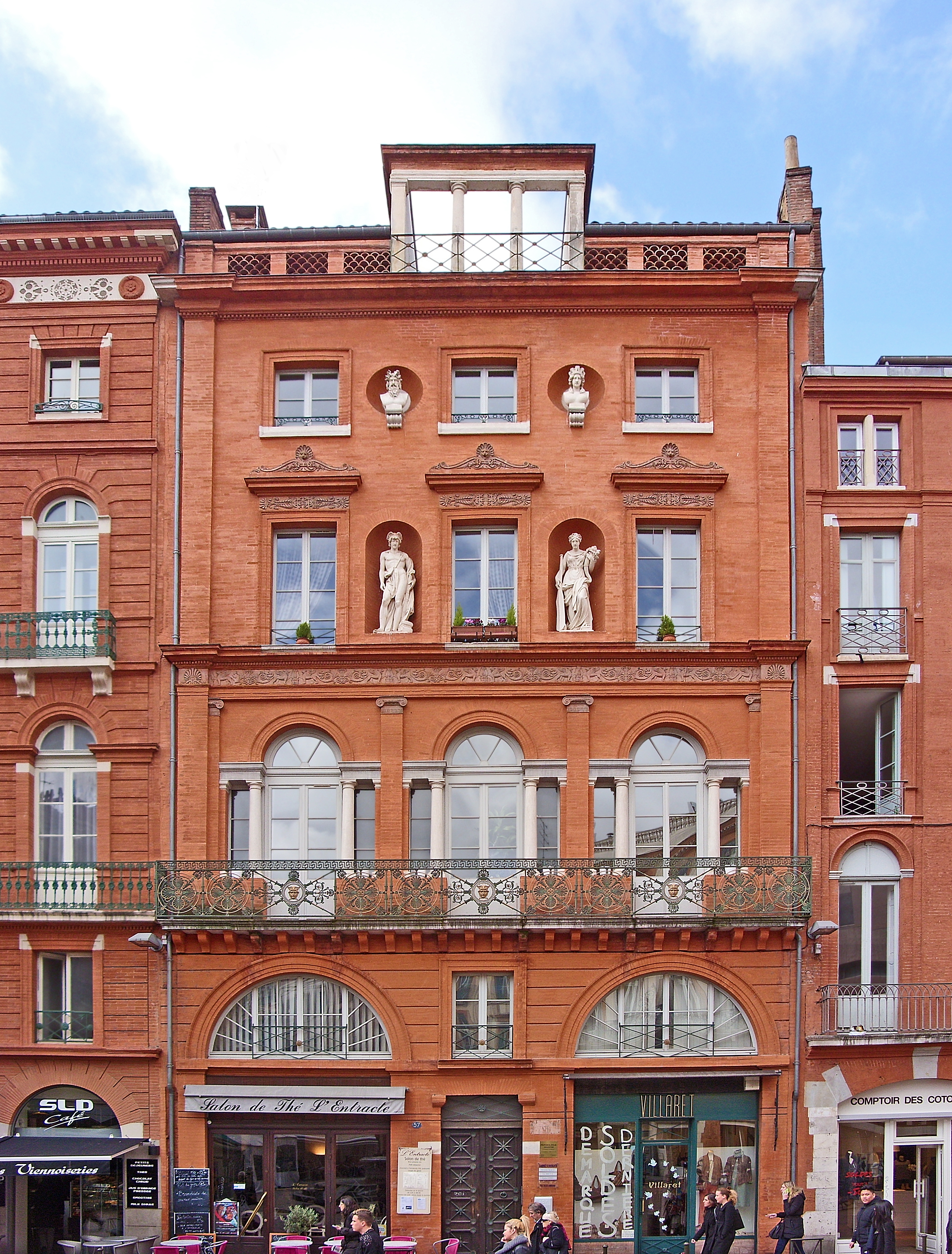
no 57 : façade de la maison Lamothe.
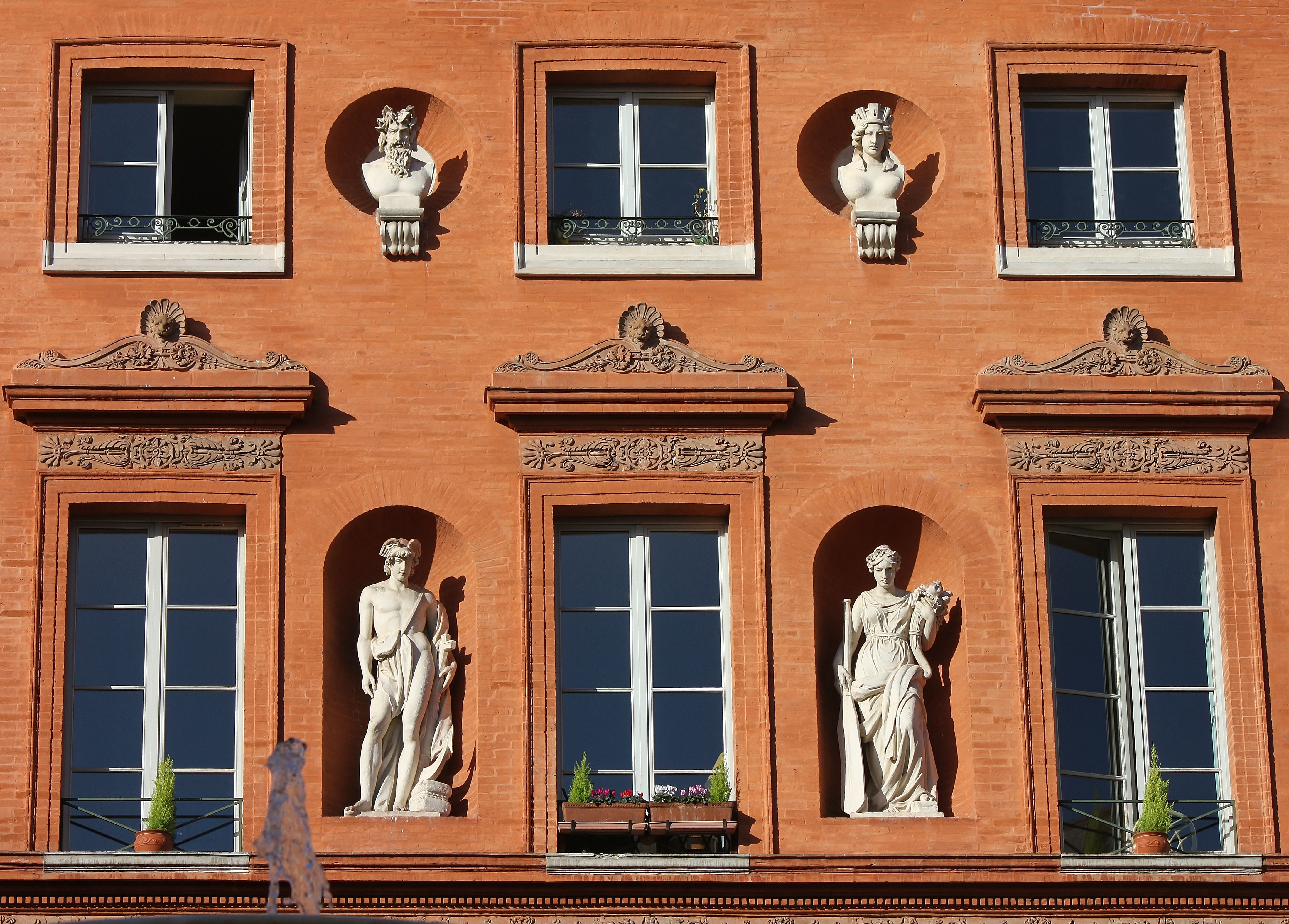
no 57 : détail des deux premiers étages.
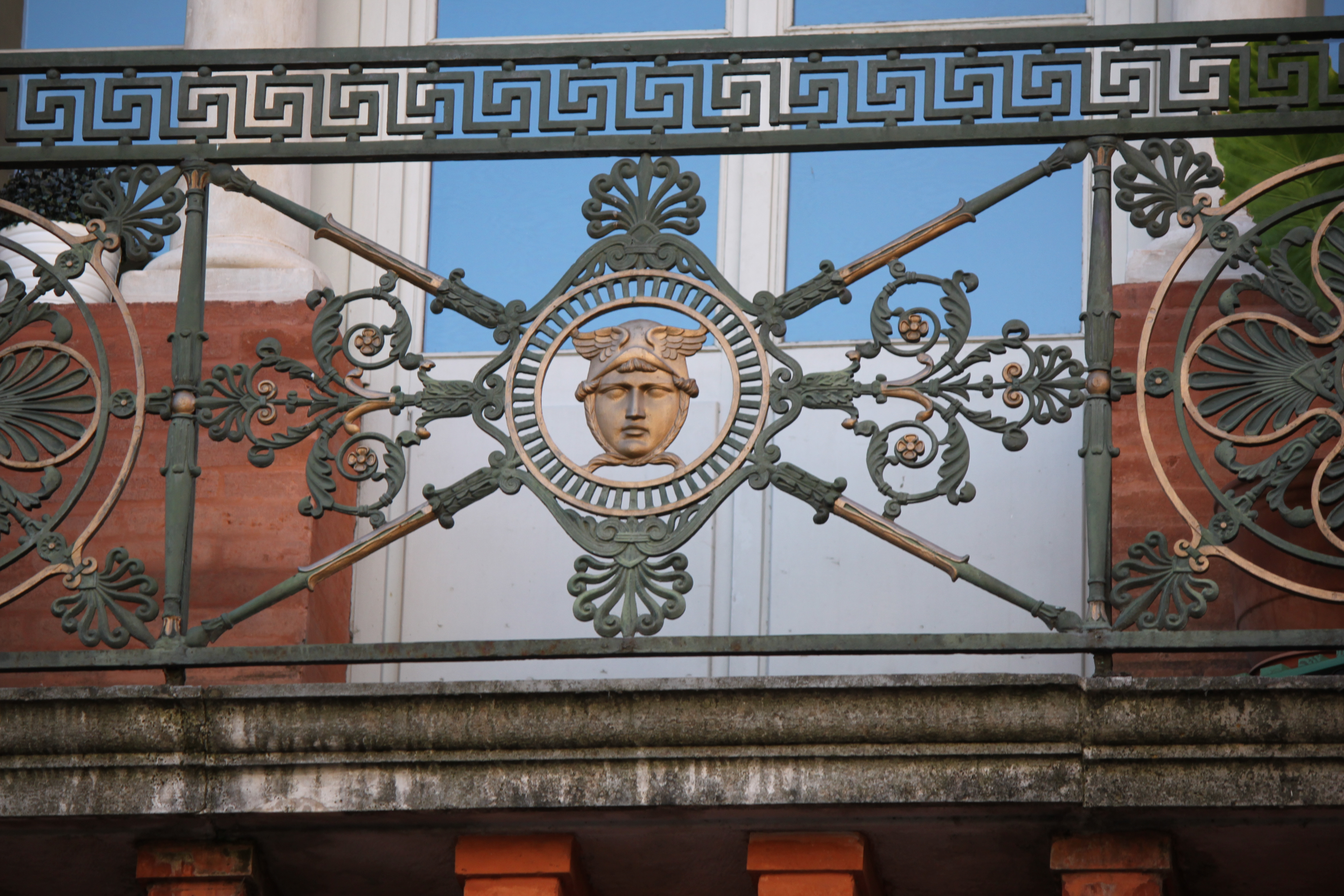
no 57 : détail du garde-corps du balcon.

## Personnalités
- Jean Calas (1698-1762) : la maison du no 17 est liée au souvenir de Jean Calas, qui s'y installe avec sa famille en 1730.

- Henri Douvillé (1846-1937) : polytechnicien, ingénieur des Mines, Henri Douvillé s'est consacré à la paléontologie. Il est né le 16 juin 1846 dans la maison qui appartenait à son grand-père maternel, l'horloger Basile Vignaux (actuel no 17)[31].

- Jean-Jacques Pelet-Clozeau (1777-1858) : engagé volontaire en 1799, général d'Empire, anobli avec le titre de baron, il est né dans un immeuble à l'angle de la rue Maletache (actuel no 18).

- Joseph Roques (1757-1847) : c'est dans la maison du no 31 que vécut et mourut le peintre Joseph Roques[32].

- Justin de Selves (1848-1934) : avocat, proche de son oncle maternel, Charles Louis de Saulces de Freycinet, il travaille dans l'administration préfectorale, avant de poursuivre une carrière politique sous la Troisième République. Il devient ministre des Affaires étrangères de 1911 à 1912, ministre de l'Intérieur en 1924 et président du Sénat de 1924 à 1927. Il est né dans un immeuble à l'angle de la rue Maletache (actuel no 18).

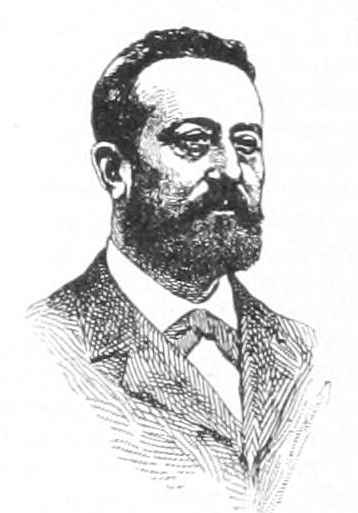
Portrait d'Henri Douvillé (1911, Larousse mensuel illustré).
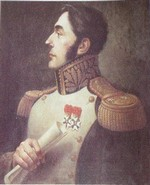
Portrait du général Jean-Jacques Pelet-Clozeau.
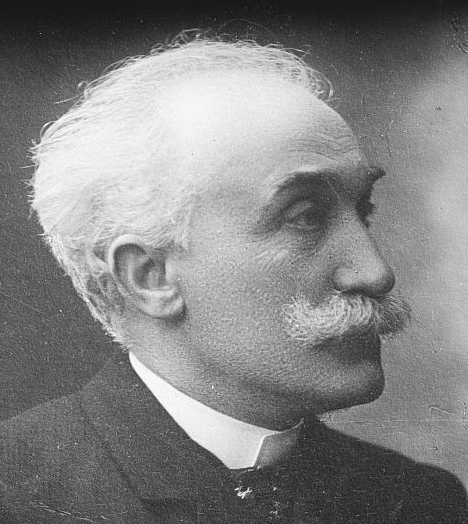
Portrait de Justin de Selves.